# Kodak DCS

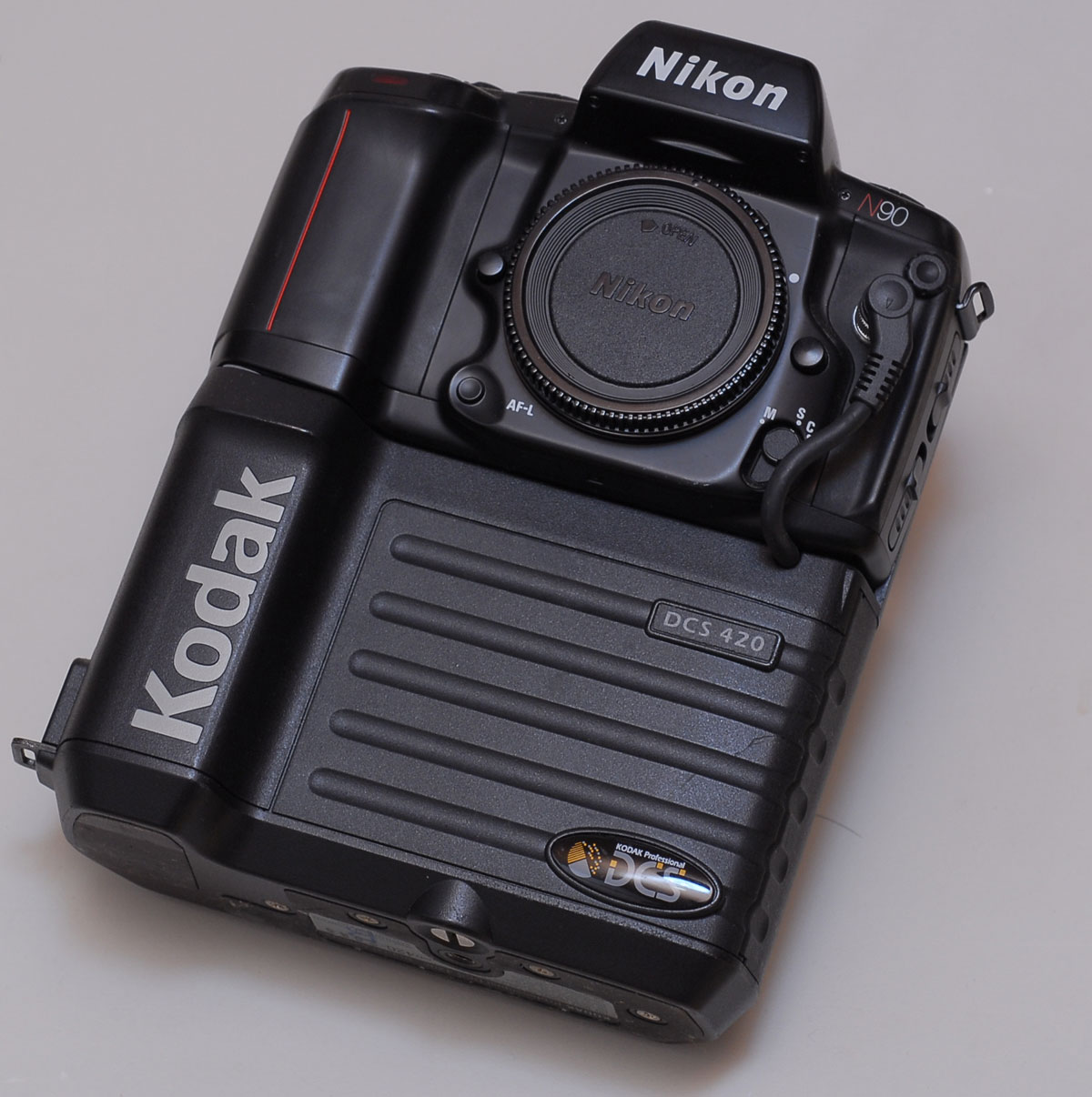
A Kodak DCS 420, uma câmera digital de 1.2 megapixels, com sua estrutura baseada na Nikon F90

A Kodak Digital Camera System (ou Kodak DCS), é uma série de câmeras de lente monobjetiva digital que foram lançadas pela Kodak entre os anos 90 e 2000, enquanto foram descontinuadas em 2005. Todas elas eram baseadas no filme de 35mm SLR, também presente nas câmeras da 
Nikon e Canon. A série incluía a Kodak DCS (que posteriormente se tornara conhecida pelo nome DCS 100), a primeira câmera comercialmente disponível com SLR digital.

## História

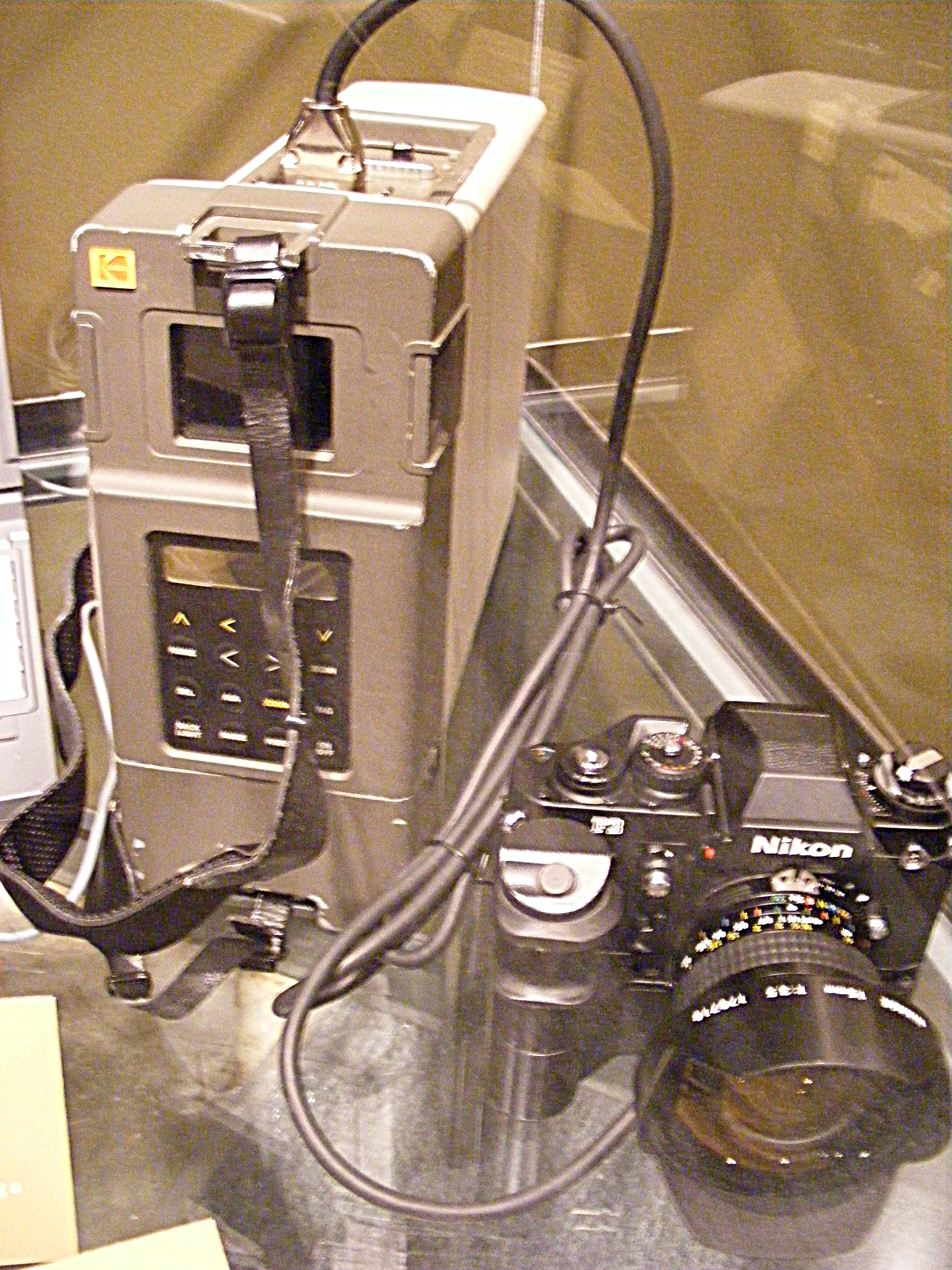
A Kodak DCS 100, baseada na Nikon F3, contendo um "corpo" com Digital Storage Unit, lançada em Maio de 1991.

Em 1975, o engenheiro da Kodak, Steven Sasson, inventou a primeira câmera digital que utilizara um Fairchild Semiconductor de 100 x 100 pixels Dispositivo de carga acoplada. A partir de 1986, a Kodak desenvolveu um sensor com 1.4 milhões de pixels. By 1986 Kodak had developed a sensor with 1.4 million pixels.
Uma quantidade de outras invenções foram feitas para aumentar a usabilidade, o que inclui melhoramentos na tecnologia do sensor, a primeira imagem DCR no formato RAW, e um software host utilizável. A Kodak DCS original, foi lançada em 1991, e era baseada na então vendida Nikon F3 com SLR e componentes digitais. Esta utilizou um sensor Kodak KAF-1300 de 1.3 megapixel, e um componente comumente chamado de "ombro" ao seu lado, como mídia de armazenamento. A série DCS 200
de 1992, consolidou a mídia de armazenamento outrora externa, dentro do próprio módulo traseiro, sendo este baseado no SLR da Nikon F801. Este módulo continha um disco rígido de 80 megabytes, e 
sua energia era sustentada por baterias AA. Isso continuou nas câmeras até a atualizada série DCS 400 de 1994, que substituiu o disco rígido com um slot para cartões PCMCIA. A série DCS 400, incluía
a DCS 420 de 1.5 megapixels, e a Kodak DCS 460 de 6 megapixels, que custava em varejo $28,000 durante seu lançamento. Semelhantemente como ocorreu com os modelos posteriores de 6 megapixels da Kodak,
a DCS 460 usou o aclamado sensor M6 APS-H da Kodak. Entrementes, uma versão da DCS 420, foi lançada pela Associated Press como Associated Press NC2000. Em paralelo com a série DCS 400 da Kodak, foi também lançada a série análoga Kodak EOS DCS, que foi baseada na SLR Canon EOS-1N. Com exceção da DCS 100 original, esses modelos iniciais não incluíam telas de LCD para pré-visualização.
Modelos posteriores da Kodak integravam módulos digitais pelo corpo da câmera mais abundantemente, incluindo LCDs de pré-visualização, e baterias removíveis. A série DCS 500 de 1998, também era baseada na Canon EOS-1N, sendo composta de uma DCS 520 de 2 megapixels, e a DCS 560 de 6 megapixels, que inicialmente eram vendidas pelo preço varejo sugerido de $28,500. Esses modelos também foram vendidos pela Canon, com os nomes Canon D2000 e D6000 respectivamente, e foram as primeiras SLR digitais vendidas sob o nome Canon. A Kodak utilizou os mesmos conteúdos eletrônicos para a série DCS 600, que era baseada na Nikon F5. A série da DCS 600, incluia a Kodak DCS 620x, um modelo de grande sensibilidade com um sensor de óxido de índio-estanho, e um filtro de Bayer com filtração ciana-magenta-amarela, que possuira uma configuração de última linha (para seu tempo) de sensibilidade ISO, ISO 6400.
A Kodak concluiu a linha DCS inicial com a DCS 700, série esta composta pela DCS 720x de 2 megapixels, DCS 760 de 6 megapixels, e a DCS 760m, que possuia um sensor monocromático. Na época do lançamento, a Kodak competiu com a popular Nikon D1 e Nikon D1x, que eram fisicamente menos e não tão caras. A DCS 760 tinha seu preço inicial de $ 8,000.
A última geração de câmeras DCS da Kodak, ocorreu-se com o lançamento da Kodak DCS Pro 14n, uma câmera de 14 megapixels com DSLR full-frame em 2002, continuou com a versão atualizada, a DCS PRO SLR/n em 2004. Esses duas câmeras possuiam o corpo baseado na Nikon F80, e eram consideradas mais compactas que as Kodaks anteriores. Foi-se utilizado sensores desenvolvidos pela companhia de imagens Belga, a FillFactory. A DCS PRO SLR/n também foi acompanhada pela câmera compatível com o Canons, a DCS PRO SLR/c, que era baseada na Sigma SA9 SLR. A Kodak descontinuou a SLR/n e a SLR/C em Maio de 2005, para manter foco em câmeras digitais compactas, e no formato de alto-nível de das "digital backs" para a Leaf, incluindo outras empresas.
A Kodak continuou a desenolver e produzir sensores de imagens digitais, incluindo a full-frame KAF-18500 de 18 megapixels, da qual sua estrutura foi utilizada na
câmera digital-telemétrica Leica M9, até que seu sensor de divisão foi ventido pela Platinum Equity em 2012. Esta companhia de sensores digitais, hoje opera sob o nome Trusense.

## Modelos

### Baseadas na Nikon de 35mm

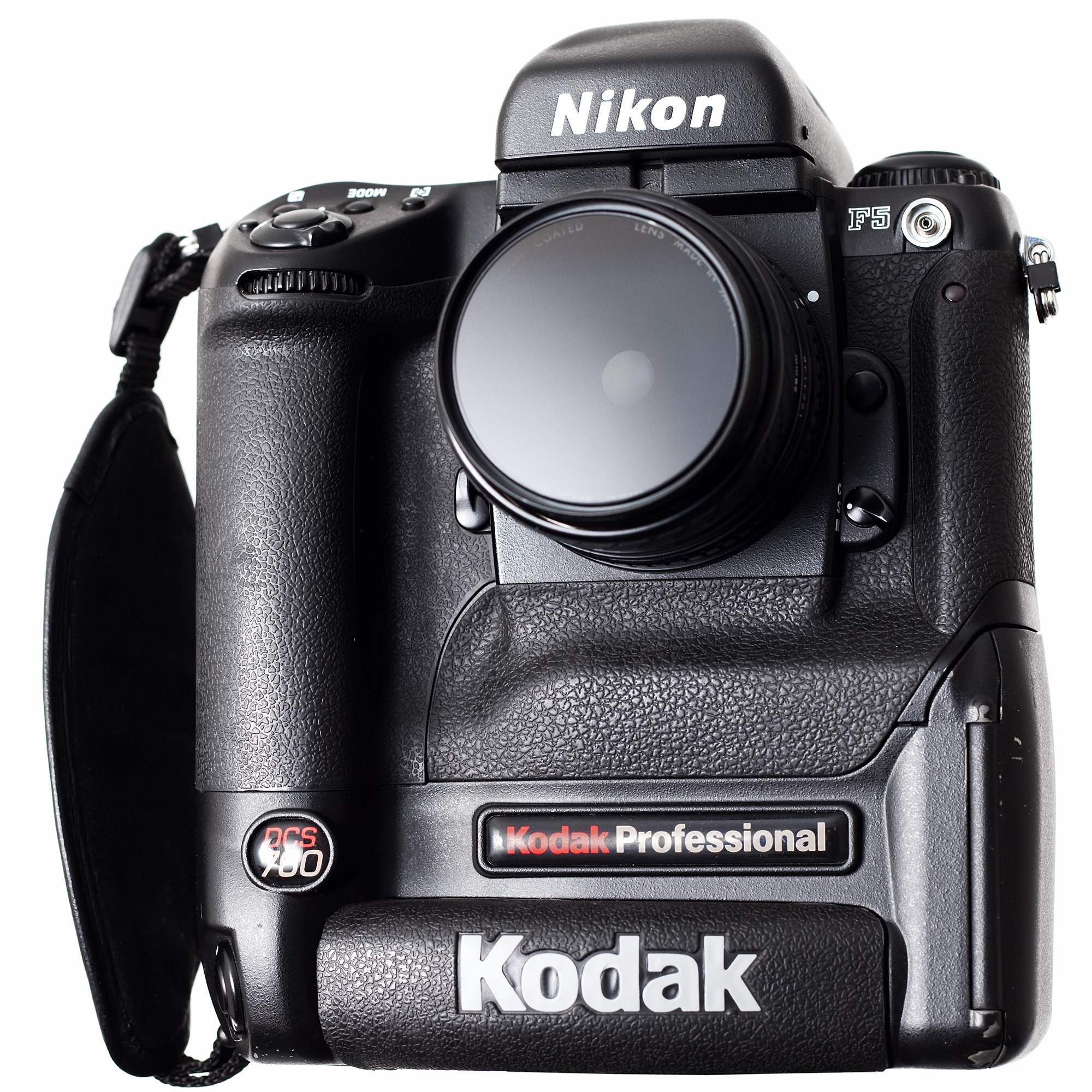
A Kodak DCS 760, uma câmera SLR de seis megapixels, baseada na Nikon F5.

Todos os modelos baseados no "corpo" da Nikon, e fazem o uso do Nikon F mount.
- Kodak DCS - Maio de 1991, posteriormente nomeada de DCS 100, a primeira câmera DSLR disponível; estrutura externa baseada na Nikon F3. Há muitas variantes.
- Kodak DCS 200 - 1993, baseada na estrutura externa da Nikon F801 (N8008s). Variantes com definições coloridas, monocromáticas e com infra-vermelho.
- Kodak NC2000 series - Agosto de 1994, baseada na estrutura externa da Nikon F90/N90; desenvolvida com menos características de velocidade e menor ruido para imprensas.
- Kodak DCS 400 series - Agosto de 1994, baseada na estrutura externa da Nikon F90/N90.
- Kodak DCS 600 series - 1999, baseada na estrutura externa da Nikon F5.
- Kodak DCS 700 series - 2001, baseada na estrutura externa da Nikon F5.
- Kodak DCS Pro 14n - 2002, baseada na estrutura externa da Nikon F80, full-frame. A variante Kodak DCS Pro 14nx, incorpora um sensor atualizado, buffer de memória, e firmware da DCS Pro SLR/n.
- Kodak DCS Pro SLR/n - 2004, baseada na estrutura externa da Nikon F80, full-frame.

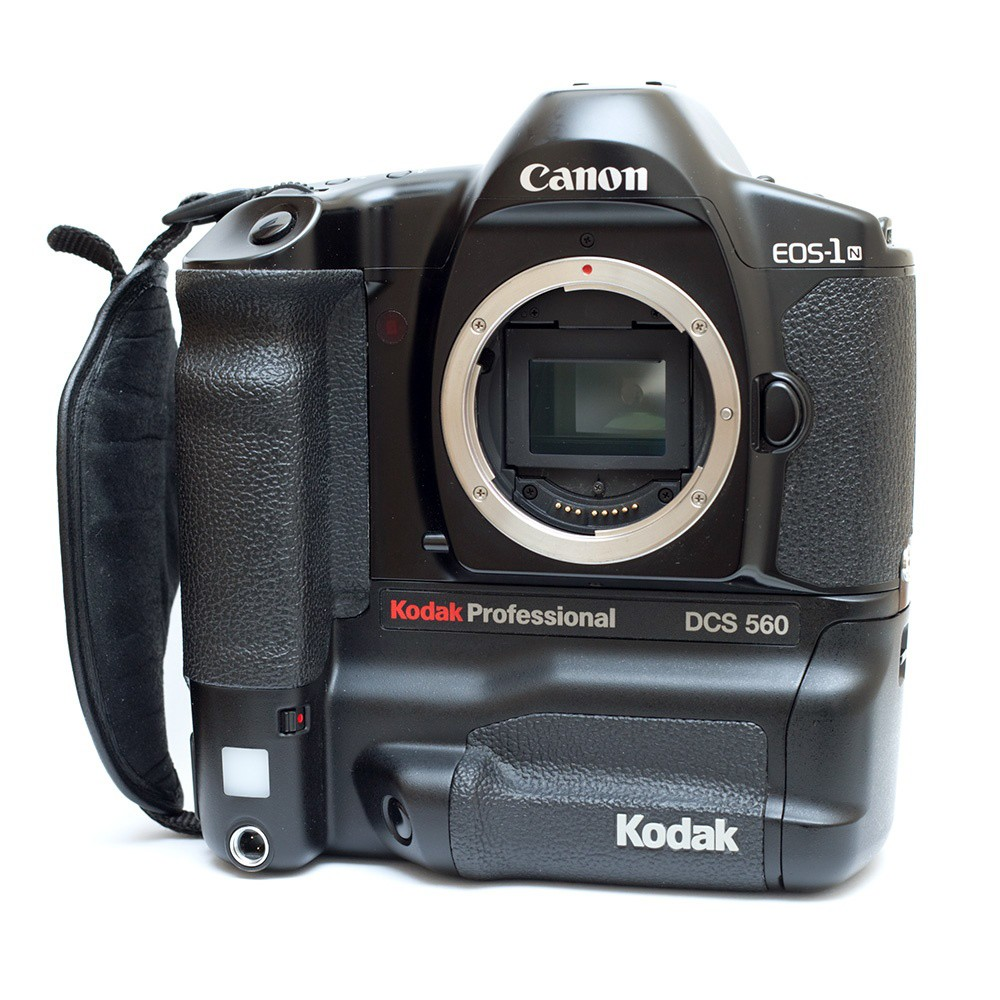
A Kodak DCS 560, uma câmera digital de seis megapixels, SLR baseda na Canon EOS-1N

### Baseada na APS da Nikon
- Kodak DCS 300 series - de 1998 a 1999, uma versão econômica profissional da Nikon do formato APS da Nikon; monobjetiva digital; baseada na estrutura externa das câmeras Nikon Pronea e Pronea 6i; Utiliza o F mount da Nikon e, adicionalmente lentes especiais Nikkor IX (APS).

### Baseadas na Canon de 35mm
Todos os modeloz fazem o uso da EF lens mount da Canon
Kodak EOS DCS series - 1995, baseado no corpo externo da Canon EOS-1n. Os novos nomes para a Canon viriam a ser Canon EOS DCS 1, Canon EOS DCS 3 e Canon EOS DCS 5
- Kodak DCS 500 series - 1998, baseado no corpo externo da Canon EOS-1n. Os novos nomes para a Canon viriam a ser Canon EOS D2000 e Canon EOS D6000.
- Kodak DCS Pro SLR/c - 2004, Sigma SA9, com a tecnologia Canon EF.

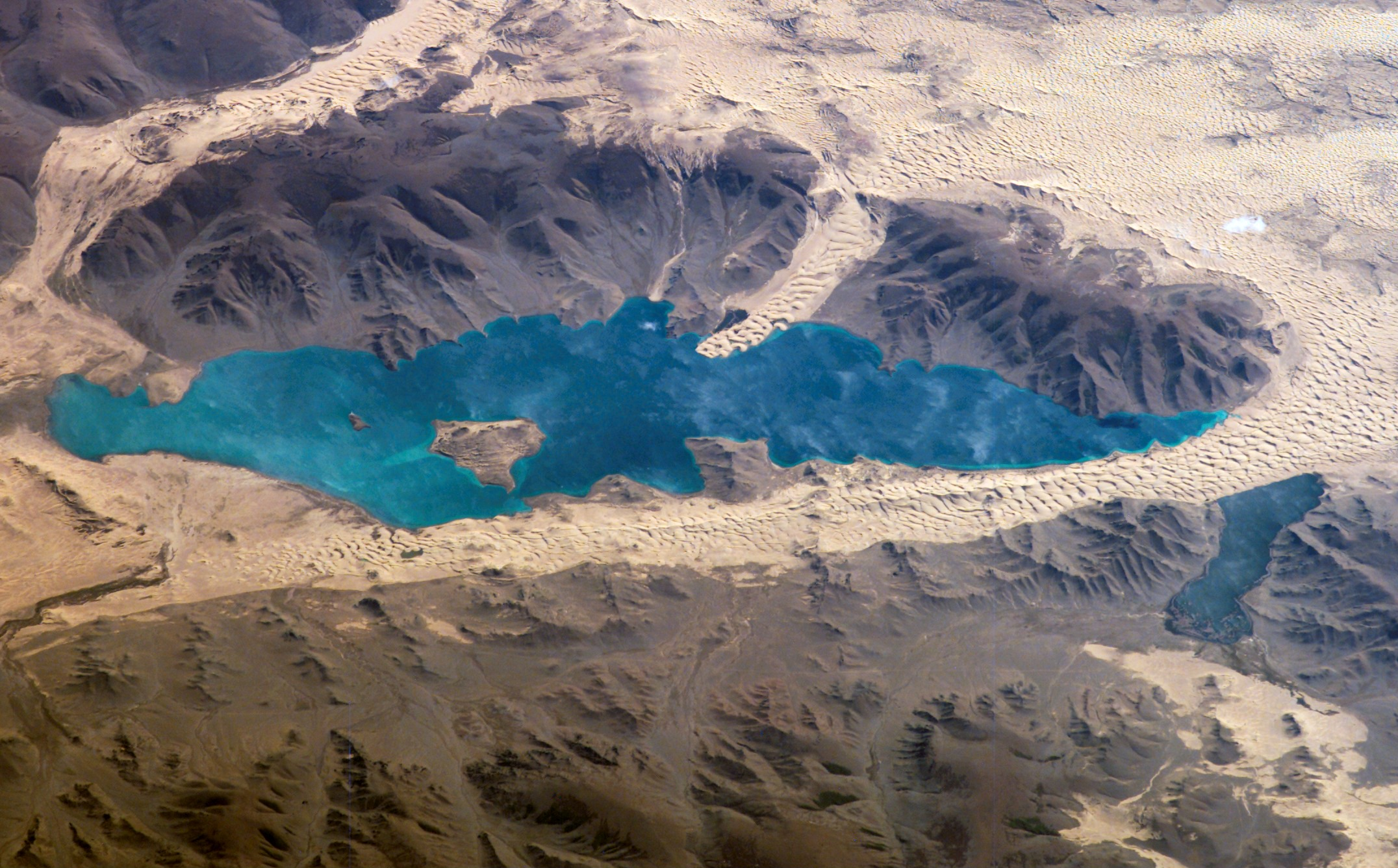
Fotografia tirada com uma Kodak 760C.

### Câmeras de formato médio
- Kodak DCS Pro 465 -  1995, de 6 megapixels.
- Kodak DCS Pro Back / Plus / 645 - 2000, de 16 megapixels.